# Magyarszovát
Magyarszovát (románul Suatu) falu Romániában, Kolozs megyében, az azonos nevű község központja. A Kolozsvárról Szászrégenbe vezető DJ16-os megyei úttól délre fekszik.

## Fekvése
Kolozsvártól 36 kilométerre keleti irányban fekszik. Szomszédos települések északon Mezőgyéres, északkeleten Mócs, keleten Botháza, délkeleten Berkenyes, délen Aranykút, délnyugaton Dombfalu, nyugaton Magyarkályán. Jellegzetes mezőségi falu.

## Története
Első írásos említése 1213-ból maradt fenn Zuat néven. További névváltozatai: Zovath (1329), Zoat (1334), Zowath (1410).
A népességre vonatkozó első hivatalos adat 1795-ből származik, ekkor Felsőszováton 98 ház, 120 család, 585 személy volt, Alsószováton pedig 85 ház, 106 család, 536 személy. 1850-ben 2145 lakosából 1219 román, 769 magyar, 8 zsidó és 146 roma volt. 1992-ben a nemzetiségi összetétel a következőképpen alakult: 956 román, 1173 magyar és 94 roma. Felsőszovát lakossága többségben református, Alsószováté pedig unitárius volt. Az 1950-es évekig a lakosság száma nőtt, ezt követően azonban az iparosítás következtében megindult a fiatalok elvándorlása Kolozsvárra, Tordára, Marosvásárhelyre.

## Látnivalók
- 14. századi unitárius templom
- Növényrezervátum(wd), mintegy 400 ritka növénnyel. A Péterfi-csüdfű (Astragalus peterfii) a világon egyedül itt található.[4]

## Híres emberek
- Benczédi Huba Lóránt karvezető (1941)
- Bodor András történész (1915–1999)
- Boér László orvos, szakíró (1907–1972)